# Mestaruussarja (1942)
Sezon 1942 był 13. edycją rozgrywek o mistrzostwo Finlandii. Nie grano systemem ligowym, tylko pucharowym ze względu na działania wojenne.

## Finał mistrzostw
- HT Helsinki 6-4 Sudet Viipuri